# جلسات آنا
جلسات آنا (انگلیسی: "The Meetings of Anna") یک فیلم درام به کارگردانی شانتال آکرمن است که در سال ۱۹۷۸ منتشر شد.

## بازیگران
- اورور کلمان
- هانس تسیشلر
- هلموت گریم
- ژان-پیر کسل
- لئا ماساری
- ماگلی نوئل